# 开口箭
开口箭（学名：Tupistra chinensis）是天门冬科开口箭属的植物。分布于台灣本島以及中国大陆的四川、广西、湖南、河南、浙江、广东、安徽、江西、陕西、福建、云南、湖北等地，生长于海拔1,000米至2,000米的地区，一般生长在林下荫湿处、溪边以及路旁，目前尚未由人工引种栽培。

## 异名
- Rohdea watanabei Hayata